# Jeziorko (powiat pabianicki)
Jeziorko – wieś w Polsce położona w województwie łódzkim, w powiecie pabianickim, w gminie Lutomiersk, w sołectwie Wola Puczniewska.
W latach 1975–1998 miejscowość administracyjnie należała do województwa sieradzkiego.
Inne miejscowości o nazwie Jeziorko: Jeziorko